# Eighth Avenue
L'Eighth Avenue (en català Vuitena Avinguda) és una avinguda de Manhattan, a la ciutat estatunidenca de Nova York. Al nord de Columbus Circle, l'Eighth Avenue pren el nom de Central Park West. John Lennon hi fou assassinat el 8 de desembre del 1980.